# Partido de Saña
El partido de Saña o partido de Lambayeque fue el nombre de una de las siete subdivisiones territoriales de la intendencia de Trujillo del Imperio español en el Virreinato del Perú. Este partido ocupa un terreno arenoso, con un clima cálido y seco. Su capital fue la ciudad de Saña, fundada por el virrey Conde de la Nieva en 1563. También forma parte de este partido el pueblo de Lambayeque, con su puerto de Chérrepe. Al igual que los demás partidos, eclesiásticamente formaba parte de la Diócesis de Trujillo sufragáneo de la Arquidiócesis de Lima.

## Historia
Tras ser suprimidos los corregimientos en 1784 por el rey Carlos III, se crearon las intendencias y los partidos en el Virreinato del Perú.
El 12 de febrero de 1821 Don José de San Martín dictó un Reglamento Provisional, en donde dispuso la creación del departamento de Trujillo y suprimió la intendencia así como los partidos que lo formaban:

1. El territorio que actualmente se halla bajo la protección del ejército libertador, se dividirá en cuatro departamentos, comprehendidos en estos términos: los partidos del Cercado de Trujillo, Lambayeque, Piura, Cajamarca, Huamachuco, Pataz, y Chachapoyas, forman el Departamento de Trujillo con las doctrinas de su dependencia: (...)

2. En cada sección de estas, habrá un presidente de departamento: la residencia de los dos primeros, será en Trujillo, y Tarma; la del tercero en Huaráz, y la del cuarto en Huaura.